# Trójkąt Polonijny

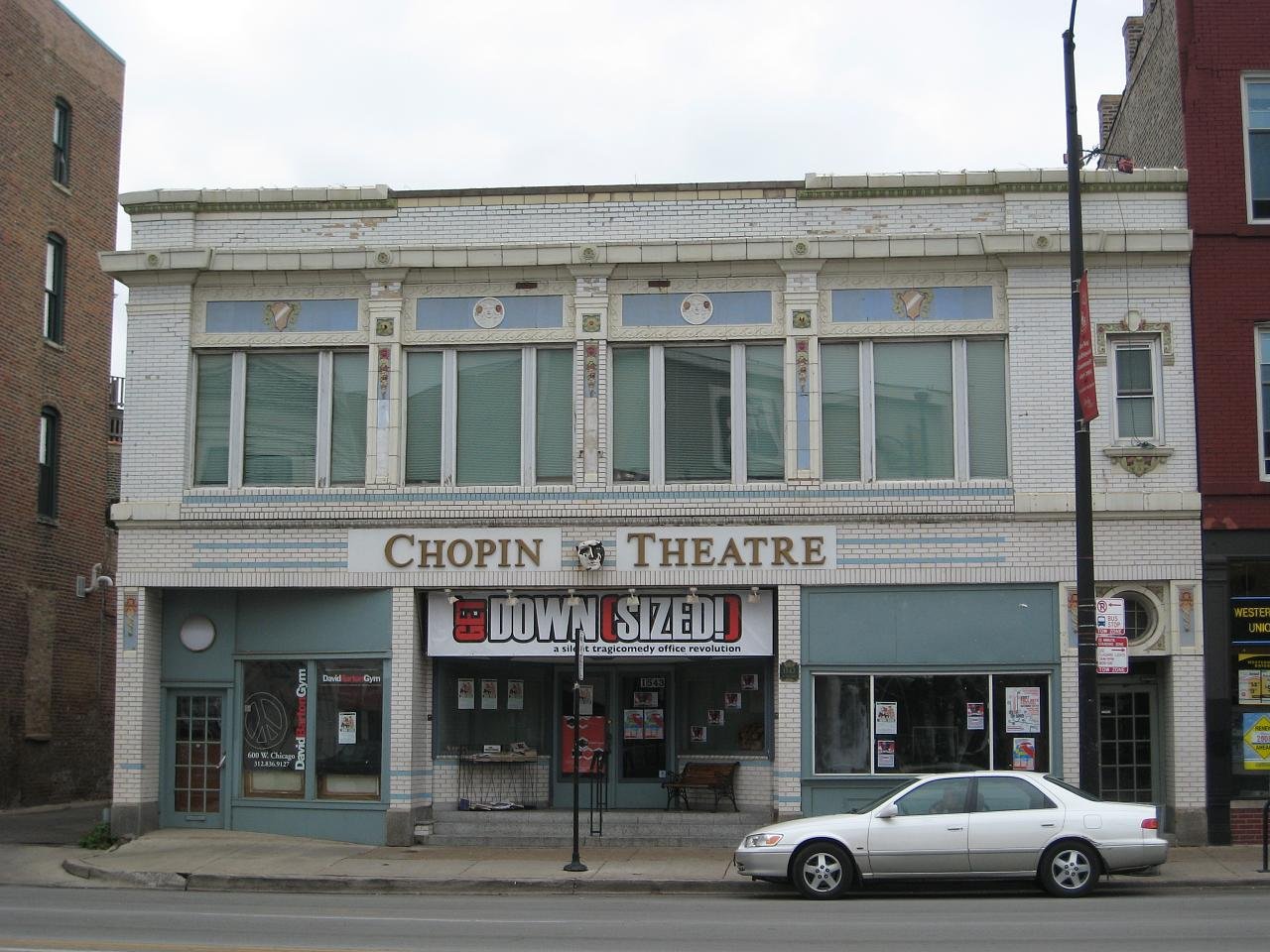
Chopin Theatre na Polskim Trójkącie

Trójkąt Polonijny (ang. Polonia Triangle lub Polish Triangle) znajduje się w dzielnicy West Town w Chicago i stanowi centrum nieistniejącego już dziś Polskiego Śródmieścia. Trójkąt Polonijny zawarty jest pomiędzy ulicami Division Street, Ashland Avenue i Milwaukee Avenue, a nazwę swą zawdzięcza trójkątnemu kształtowi placu, którego środek zdobi fontanna im. Nelsona Algrena. Jest żeliwna, z misą o średnicy około 3 metrów. Na placu znajduje się zejście do podziemnej stacji niebieskiej linii metra łączącej centrum miasta z Międzynarodowym Portem Lotniczym Chicago-O’Hare.
Trójkąt Polonijny stanowił w latach dwudziestych i trzydziestych centrum polskiej dzielnicy, którą zamieszkiwało w owych czasach około 80% chicagowskich Polaków. Miejsce to funkcjonowało jako swego rodzaju stolica amerykańskiej Polonii, z siedzibami najważniejszych polskich organizacji w Stanach Zjednoczonych, poczynając od Związku Narodowego Polskiego po redakcję gazety Dziennik Związkowy. Trójkąt Poloniiny jest jedną z jedenastu chicagowskich dzielnic na Szlaku Pracy, który stanowi odzwierciedlenie życia i losów chicagowskiej klasy robotniczej. Po dawnej świetności nie ma dziś śladu, ale ma tu swą siedzibę renomowany Chopin Theatre, a plac jest wykorzystywany jako miejsce procesji Bożego Ciała przez parafię św. Stanisława Kostki i św. Trójcy.
W pobliżu znajdują się: siedziba Zjednoczenia Polskiego Rzymsko-Katolickiego, Muzeum Polskie i „Wooden Gallery” Jerzego Kenara.

## Kontrowersje
Z Trójkątem Polonijnym wiążą się dwie kontrowersyjne kwestie.
Pierwszą z nich był zamiar nazwania Trójkąta imieniem Nelsona Algrena, którego twórczość w głównej mierze skupiała się na życiu biednych Polaków zamieszkujących Polskie Śródmieście. Jego powieści uznane zostały przez Amerykanów polskiego pochodzenia z Chicago za antypolskie. Ostatecznie osiągnięto kompromis: plac zachował swoją dawną nazwę, natomiast nazwiskiem Algrena nazwano fontannę stojącą pośrodku placu i wygrawerowano na jej podstawie cytat z jednej z jego książek.
Drugą, pochodzącą z ostatnich lat, były naciski okolicznych mieszkańców, którym przewodził Zygmunt Dyrkacz, właściciel Chopin Theatre, by odnowić Trójkąt w sensie artystycznym jako „bramę do Wicker Park”, ongiś podupadłej, a obecnie kwitnącej dzielnicy na północny zachód od Trójkąta.

## Odrodzenie
Jakkolwiek Trójkąt Polonijny dawno przestał być centrum polskiego downtown, cała dzielnica, zwana West Town przeżywa obecnie prawdziwy renesans. Na dawnym ‘Polskim Broadwayu’ pojawiły się butiki i spa. Division Street jest pełna nocnych klubów, restauracji i kawiarni. Zmiany te przyspieszyły prace nad przywróceniem świetności dawno zapomnianym ulicom, o czym pisał Chicago Reader w artykule zatytułowanym „Brudne progi Wicker Park: druga runda bitwy o przystanek autobusowy na Trójkącie Polonijnym”.
Komisja Planowania Metropolii, wraz z Ruchem na Rzecz WPB (Wicker Park/Bucktown) podjęły wspólnie inicjatywę na rzecz renowacji Trójkąta.